# EIF1AD
EIF1AD (англ. Eukaryotic translation initiation factor 1A domain containing) – білок, який кодується однойменним геном, розташованим у людей на 11-й хромосомі. Довжина поліпептидного ланцюга білка становить 165 амінокислот, а молекулярна маса — 19 053.
| 10         |  | 20         |  | 30         |  | 40         |  | 50         |
| ---------- |  | ---------- |  | ---------- |  | ---------- |  | ---------- |
| MSQATKRKHV |  | VKEVLGEHIV |  | PSDQQQIVRV |  | LRTPGNNLHE |  | VETAQGQRFL |
| VSMPSKYRKN |  | IWIKRGDFLI |  | VDPIEEGEKV |  | KAEISFVLCK |  | DHVRSLQKEG |
| FWPEAFSEVA |  | EKHNNRNRQT |  | QPELPAEPQL |  | SGEESSSEDD |  | SDLFVNTNRR |
| QYHESEEESE |  | EEEAA      |  |            |  |            |  |            |

A: Аланін

C: Цистеїн

D: Аспарагінова кислота

E: Глутамінова кислота

F: Фенілаланін

G: Гліцин

H: Гістидин

I: Ізолейцин

K: Лізин

L: Лейцин

M: Метіонін

N: Аспарагін

P: Пролін

Q: Глутамін

R: Аргінін

S: Серин

T: Треонін

V: Валін

W: Триптофан

Кодований геном білок за функцією належить до фосфопротеїнів. 
Білок має сайт для зв'язування з РНК. 
Локалізований у ядрі.